# NGC 3697
NGC 3697 هي مجرة حلزونية تقع في كوكبة الأسد. تم اكتشافها في 24 فبراير 1827 من قبل جون هيرشل. وصفها جون لويس إميل دراير بأنها «خافتة للغاية وصغيرة جدا وممتدة 90 درجة» وهي عضو في HCG 53 والتي تعتبر مجموعة مدمجة من المجرات.

## وصلات خارجية
- NGC 3697 على موقع ويكي سكاي: DSS2, SDSS, GALEX, IRAS, Hydrogen α, X-Ray, Astrophoto, Sky Map, Articles and images